# Chiara Pogneaux
Chiara Pogneaux (* 11. September 2002 in Briançon, Hautes-Alpes) ist eine französische Skirennläuferin. Sie ist weitgehend auf die technischen Disziplinen Slalom und Riesenslalom spezialisiert.

## Biografie

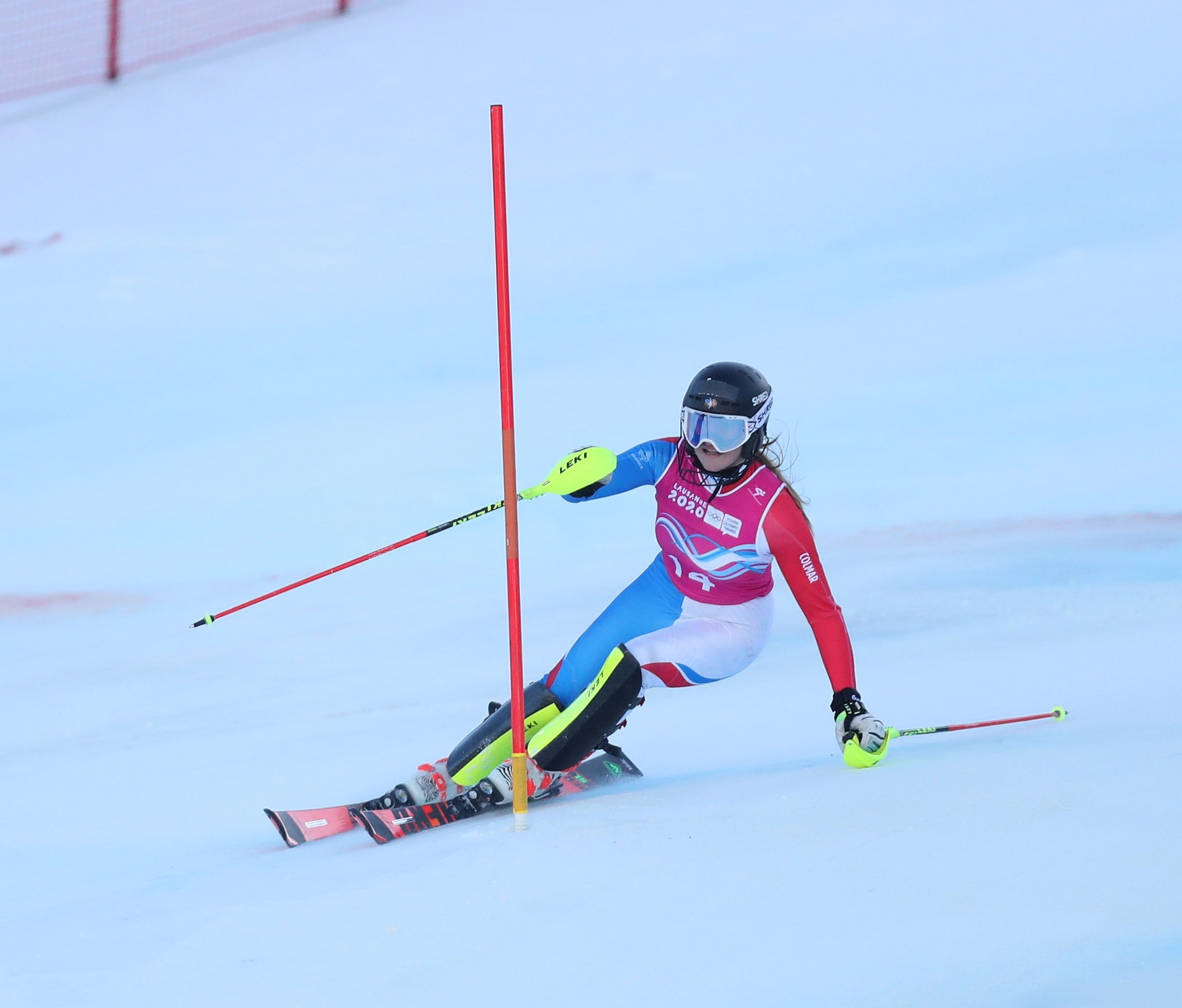
Pogneaux bei den Olympischen Jugendspielen 2020

Chiara Pogneaux begann im Alter von zwei Jahren mit dem Skifahren. Ihr Heimatskigebiet ist der Serre Chevalier.
Pogneaux bestritt im Alter von 16 Jahren in Auron ihre ersten FIS-Rennen. Ende Januar 2019 gab sie im Riesenslalom von Tignes ihr Debüt im Europacup. Bei ihren ersten Juniorenweltmeisterschaften im Fassatal trat sie in allen Einzeldisziplinen außer der Abfahrt an und erreichte als bestes Ergebnis Rang 19 in der Kombination. Ein Jahr später nahm sie in denselben Disziplinen an den Olympischen Jugendspielen an den Diablerets teil. Als bestes Resultat belegte sie Slalomrang elf. Nachdem sie sich im Europacup kaum hatte steigern können, nahm sie erst 2022 wieder an Juniorenweltmeisterschaften teil, blieb aber weit hinter den Medaillenrängen zurück. Im folgenden September gelangen ihr zwei Podestplätze im South American Cup, darunter ein Sieg am Cerro Castor.
Am 19. November 2022 gab Pogneaux im Slalom von Levi ihr Weltcup-Debüt. Nur einen Tag später gewann sie mit Rang 24 am selben Ort ihre ersten Punkte. Nach Slalomrang zehn im Rahmen der Juniorenweltmeisterschaften in St. Anton und Platz sechs im Europacup-Slalom von Vaujany durfte sie auch an den Weltmeisterschaften in Méribel teilnehmen. Dort belegte sie Rang 25 in ihrer Paradedisziplin. Zu Beginn der Saison 2023/24 gelangen ihr in Levi mit den Plätzen 24 und 13 ihre bis dahin besten Weltcup-Ergebnisse. Im folgenden Januar fuhr sie als Achte in Kranjska Gora erstmals unter die besten zehn.
Pogneaux absolviert ein Fernstudium an der EDHEC Business School.

## Erfolge

### Weltmeisterschaften
- Courchevel/Méribel 2023: 25. Slalom

### Weltcup
- 2 Platzierungen unter den besten zehn

### Weltcupwertungen
| Saison  | Gesamt | Gesamt | Slalom | Slalom |
| Saison  | Platz  | Punkte | Platz  | Punkte |
| ------- | ------ | ------ | ------ | ------ |
| 2022/23 | 110.   | 7      | 48.    | 7      |
| 2023/24 | 63.    | 110    | 24.    | 110    |

### South American Cup
- Saison 2022: 4. Slalomwertung
- 2 Podestplätze, davon 1 Sieg:

| Datum              | Ort          | Land        | Disziplin |
| ------------------ | ------------ | ----------- | --------- |
| 15. September 2022 | Cerro Castor | Argentinien | Slalom    |

### Olympische Jugend-Winterspiele
- Lausanne 2020: 11. Slalom, 12. Riesenslalom, 16. Alpine Kombination, 27. Super-G

### Juniorenweltmeisterschaften
- Fassatal 2019: 19. Kombination, 27. Super-G, 44. Riesenslalom
- Panorama 2022: 21. Riesenslalom, 25. Kombination, 39. Super-G
- St. Anton 2023: 9. Mannschaftswettbewerb, 10. Slalom, 16. Riesenslalom

### Weitere Erfolge
- 2 französische Vizemeistertitel (Slalom 2020 und 2023)
- 3 Siege in FIS-Rennen